# جوي موثنجي
جوي موثنجي شخصية إعلامية وممثلة كينية. جاء دخولها إلى صناعة الإعلام الكينية من خلال كونها شخصية إذاعية على 98.4 إف إم كابيتال خلال 2009 - 2013 حيث استضافت وأنتجت برنامج شبابي شهير. في الآونة الأخيرة (يونيو 2016 إلى الوقت الحاضر)، وكجزء من برنامج «فطار قوي» الجديد الذي أعيدت تسميته على سيتزن تي في، تشارك جوي موثنجي الآن في استضافة العرض اليومي مع فريد إنديمولي وويليس رابورو.

## حياتها المبكرة
ولدت جوي في كينيا وانتقلت إلى الولايات المتحدة عندما كانت تبلغ من العمر عامين. عادت جوي إلى المنزل وحضرت أكاديمية ريفت فالي، وانتقلت لاحقًا إلى الولايات المتحدة الأمريكية حيث التحقت بكلية هوب لمتابعة تخصص مزدوج في الاتصالات وإدارة الأعمال.

## حياتها المهنية
جوي لديه شغف بالموسيقى والشعر. وبين 2011-2014، عرفت جوي كأول كينية تقدم برنامج ساخر لقناة الموسيقى الجنوب أفريقية «أوه تشانل» حيث أظهرت الموسيقى والترفيه والثقافة الكينية لبقية القارة. في عام 2013 استضافت جوي الموسم السادس من أكبر برنامج موسيقي واقعي في شرق إفريقيا «توسكر بروجيكت فيم» على سيتزن تي في بعد أن شاركت سابقًا في امتياز «توسكر أول ستارز» الذي تم بثه في عام 2011.

## أعمال أخرى
جوي هي مؤسسة مشاركة ومديرة «مؤسسة موثنجي»، وهي منظمة خيرية غير ربحية تهدف إلى تطوير التمكين الاقتصادي من خلال التعليم.

## فيلموغرافيا
بصفتها ممثلة، كانت جزءًا من العديد من الأعمال الدرامية المحلية، بما في ذلك الدراما العائلية «أوقات متغيرة» الحائزة على جوائز والتي تم بثها على شبكة تلفزيون كينيا من 2010 إلى 2012. كانت أيضًا شخصية رئيسية في المسلسل الدرامي 'بريم' الذي تم بثه لأول خلال 2013-2014.